# Lidia Senra
María Lidia Senra Rodríguez (ur. 14 czerwca 1958 w Puebla del Brollón) – hiszpańska i galisyjska działaczka związkowa, rolniczka oraz polityk, długoletnia przewodnicząca galisyjskiego związku rolników, deputowana do Parlamentu Europejskiego VIII kadencji.

## Życiorys
Kształciła się w szkole w miejscowości Monforte de Lemos. Z zawodu rolniczka, prowadząca własne gospodarstwo rolne. Od końca lat 70. zaangażowana w działalność związkową w ramach galisyjskiej centrali rolników i hodowców Sindicato Labrego Galego-Comisións Labregas. Pełniła różne funkcje w jego strukturach, m.in. w latach 1989–2007 kierowała tą federacją jako jej sekretarz generalny. Była wówczas jedyną kobietą w Hiszpanii prowadzącą organizację rolniczą. Udzielała się w unijnych organizacjach doradczych, a także w alterglobalistycznych spotkaniach w ramach Europejskiego Forum Społecznego. Po odejściu z funkcji sekretarza generalnego pozostała we władzach SLG m.in. jako sekretarz ds. międzynarodowych. Zaangażowała się później w działalność polityczną w ramach galisyjskiej nacjonalistycznej i lewicowej partii Anova, a także Zjednoczonej Lewicy. Z ramienia tej ostatniej w 2014 została wybrana na eurodeputowaną VIII kadencji.